# Violon peul
Le violon peul, le riti ou encore le nianiorou est un instrument de musique à corde frottée originaire d'Afrique de l'Ouest.

## Utilisation
Il s'utilise avec un archet, ne comporte qu'une seule corde et le son qu'il produit est un son aigu. Le riti dispose de 5 notes.
C'est instrument qui est utilisé en milieu peul (notamment les bergers peuls) et mandingue. 

## Joueurs célèbres
Le toucouleur Issa Sow ou le gambien Juldeh Camara sont des virtuoses du riti.